# Mabejaqui
Mabejaqui är en ort i Mexiko.   Den ligger i kommunen Etchojoa och delstaten Sonora, i den västra delen av landet, 1 400 km nordväst om huvudstaden Mexico City. Mabejaqui ligger 14 meter över havet och antalet invånare är 409.
Terrängen runt Mabejaqui är mycket platt. Runt Mabejaqui är det ganska glesbefolkat, med 35 invånare per kvadratkilometer. Närmaste större samhälle är Huatabampo, 6,4 km sydväst om Mabejaqui. Trakten runt Mabejaqui består till största delen av jordbruksmark.